# Abir Judith

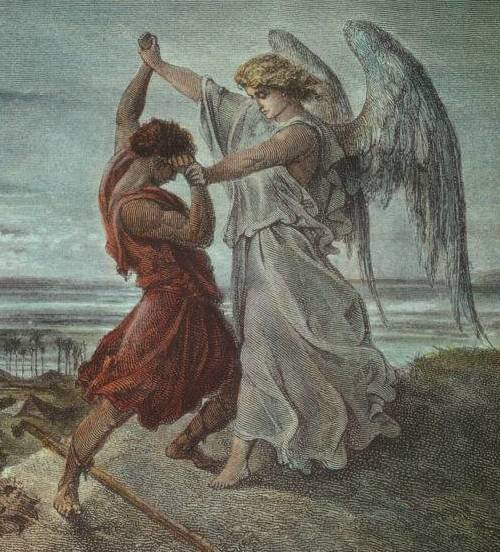
Abir Judith.

Abir Judith (Qesheth) (em hebraico: אבי"ר) é uma arte marcial que, segundo a tradição, foi desenvolvida pelos patriarcas do judaísmo, Abraão, Isaque e Jacó. Abir em hebraico significa cavaleiro e Qesheth significa arco. Poderíamos definir o Abir Qesheth como o cavaleiro que bate com os membros curvados. Em geral, o Abir se distingue das demais artes marciais hebraicas porque suas técnicas de golpes, projeções e chaves são baseadas no alfabeto hebraico e no conhecimento da Torá (o Pentateuco). Embora pouco conhecida, essa arte marcial foi passada de geração em geração e ainda hoje é praticada por significativo número de seguidores em Israel. O conhecimento dessas artes marciais está intimamente associado à tradição judaica e às leis ditadas pela Torá (Pentateuco), razão pela qual ele sempre inclui sessões de oração e outros tipos de arengas espirituais em seu treinamento para preparar os lutadores. Ao contrário de outros meios de luta que usam o impacto e a força para derrubar o inimigo, na arte marcial judaica, ele afirma, "a força está na crença" em um único Deus. Seus seguidores aprendem diferentes tipos de chaves de acordo com as letras do alfabeto hebraico, que acompanham movendo os braços e o corpo em uma progressão sincronizada para derrubar e neutralizar o inimigo. Eles também representam simbolicamente animais e atributos que caracterizam as diferentes tribos de Israel, e estão vestidos com turbantes, saias e uma espécie de manto no qual estão estampados sinais de bons presságios e letras em hebraico arcaico. Há uma série de passagens do Antigo Testamento nas quais parece indicar que os guerreiros hebreus Abir ou 'abiru' estavam entre aqueles que entraram na terra de Canaã e também mais tarde se espalharam pelo Egito faraônico. Nos tempos do primeiro e segundo templos em Jerusalém, a prática foi utilizada em batalhas contra babilônios e romanos, e depois se espalhou em sucessivas diásporas pela Pérsia e Arábia.